# 勤王党
勤王党（きんのうとう）は、KAZMAが率いるプロレスラーのユニット。KAIENTAI DOJOを主戦場として活動している。全員が黒いコスチュームであり入場時に着ている着物の背に「天誅」と記されている。

## 概要
2005年1月10日後楽園ホール大会メインイベントにてCHAMPION OF STRONGEST-Kを獲得したTAKAみちのくをいい人を辞めた296と真霜拳號、KAZMAが襲撃し活動を開始、結成を機に大技を解禁したファイトスタイルとなる。
結成後は圧倒的なパワーで他ユニットを駆逐し、2005年2月には真霜拳號がKAZMAと組んで出場したKAIENTAI DOJOという名のタッグリーグ戦での優勝により初代STRONGEST-K TAG王座を獲得するなどもはや敵なしとなった。
同時期に結成されたヒールユニット「バジリスク」と2大ヒールユニットとなり抗争するも2005年5月からの2リーグ制によりバジリスクはRAVE所属に、勤王党はGET所属となったため決着は未だについていない。
GET発足後は筑前りょう太が加入、さらに十嶋くにおを執拗に勧誘しメンバーにひきいれ勢力を拡大、
2006年にはRAVEのリングに現れ富山生まれのコミッショナー矢郷良明を勧誘、3月12日の新宿FACE大会にてメンバー的に不要となっていた十嶋くにおに矢郷良明がケリを入れ勤王党入りし、入れ替わる形で十嶋くにおは離脱、一匹狼となる。4月5日の4周年大会での「GET&RAVE全面対抗戦」ではRAVEの「New Standard」と対決し勝利した。8月13日に296がコミッショナーとなり離脱、KAZMAに勤王党党首の座を託す。同日に真霜拳號がCHAMPION OF STRONGEST-Kを所持するJOEを倒す為、単身RAVEにリーグ移籍。9月に勤王党入りをアピールした小幡優作が認められ加入、9月24日に矢郷良明が離脱した。

## 所属メンバー
- KAZMA
- 筑前りょう太
- 真霜拳號（RAVE移籍するも離脱はしていない）
- 小幡優作（退団）
- 296（離脱）
- 十嶋くにお（離脱）
- 矢郷良明（離脱）